# Artem Bobuch
Artem Ołeksandrowycz Bobuch, ukr. Артем Олександрович Бобух (ur. 4 grudnia 1988 w Sumach) – ukraiński piłkarz, grający na pozycji obrońcy.

## Kariera piłkarska

### Kariera klubowa
Wychowanek Szkoły Piłkarskiej w Sumach. Występował w juniorskich mistrzostwach Ukrainy (DJuFL) w klubie Aleks Ołeksandriwka. Karierę piłkarską rozpoczął 26 marca 2007 w drużynie Wołyń Łuck, w którym otrzymał czerwony kartonik. W ciągu 2 lat nie potrafił przebić się do podstawowego składu, dlatego podczas przerwy zimowej sezonu 2008/09 odszedł do drugoligowego zespołu Feniks-Illiczoweć Kalinine. W końcu sierpnia 2010 został zaproszony do Metalista Charków, ale występował tylko młodzieżowej drużynie, dlatego po zakończeniu sezonu 2010/11 przeniósł się do Obołoni Kijów. Latem 2012 po tym jak Obołoń opuścił Premier-lihę piłkarz przeszedł do Krywbasa Krzywy Róg. Nie rozegrał żadnego meczu w podstawowym składzie, a po rozformowaniu Krywbasu, w lipcu 2013 powrócił do Wołyni Łuck. Ale już wkrótce, 1 sierpnia 2013 został wypożyczony do Biełszyny Bobrujsk. W 2017 bronił barw FK Słuck.